# セスジスズメ
セスジスズメ（背筋雀、Theretra oldenlandiae）は、鱗翅目・スズメガ科に属するガの一種。

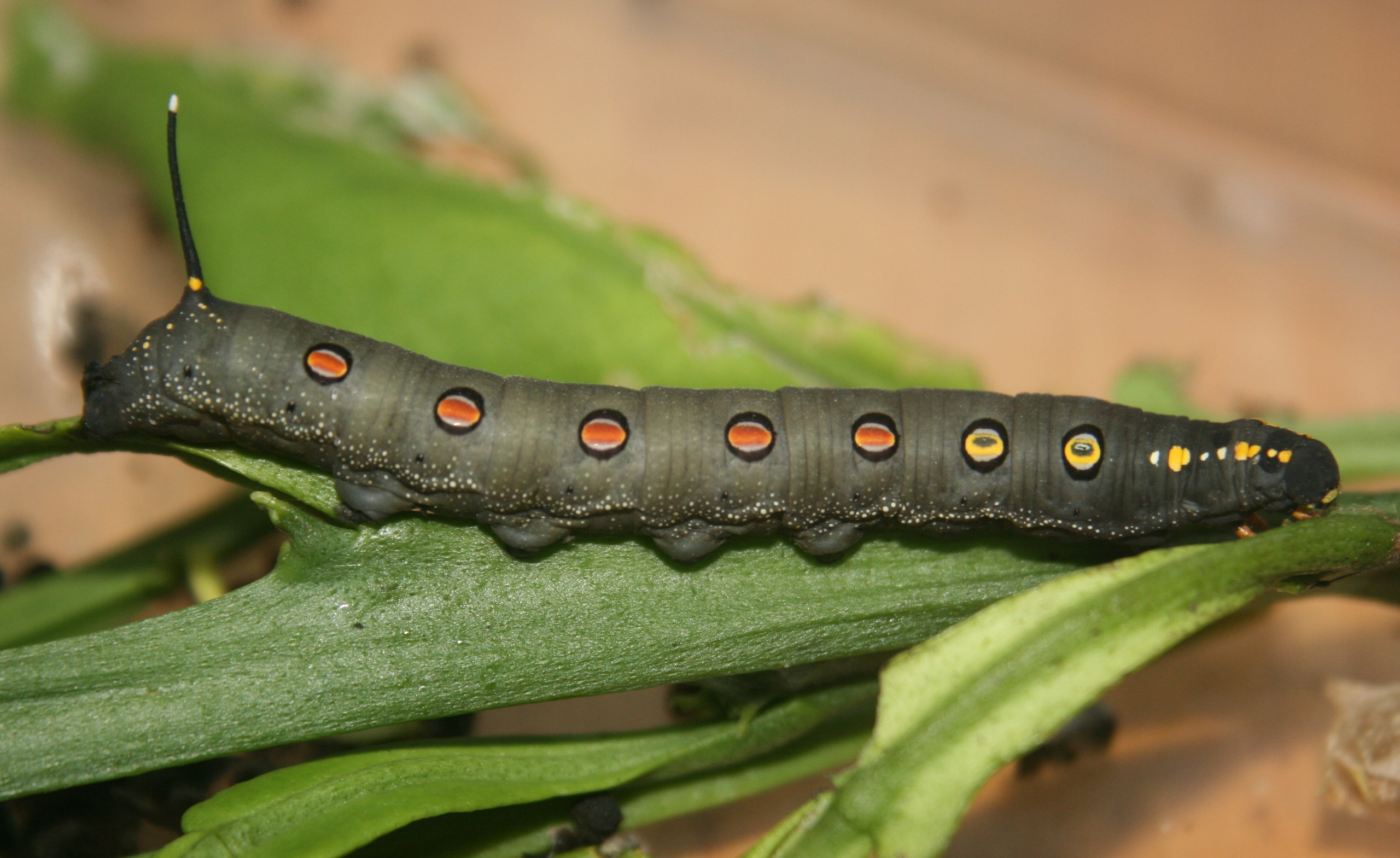
幼虫

## 特徴
成虫は他のスズメガ類と同様にハンググライダーのような翼形をした、大振りな蛾である。前翅に暗褐色と黄白色の明瞭な帯をもつ。胸部背面には黄白色の筋が縦に走り、腹部背面では暗褐色の細筋で2本に分離される。開張は50～80mm。
幼虫の体長は80～85mm。いわゆるイモムシと表現される体型で、全体が黒色で、体側にオレンジ色の眼状紋が並ぶ。先端が白い尾角を持ち、歩く時は前後に振る。稀に体色が緑色の幼虫がみられる。

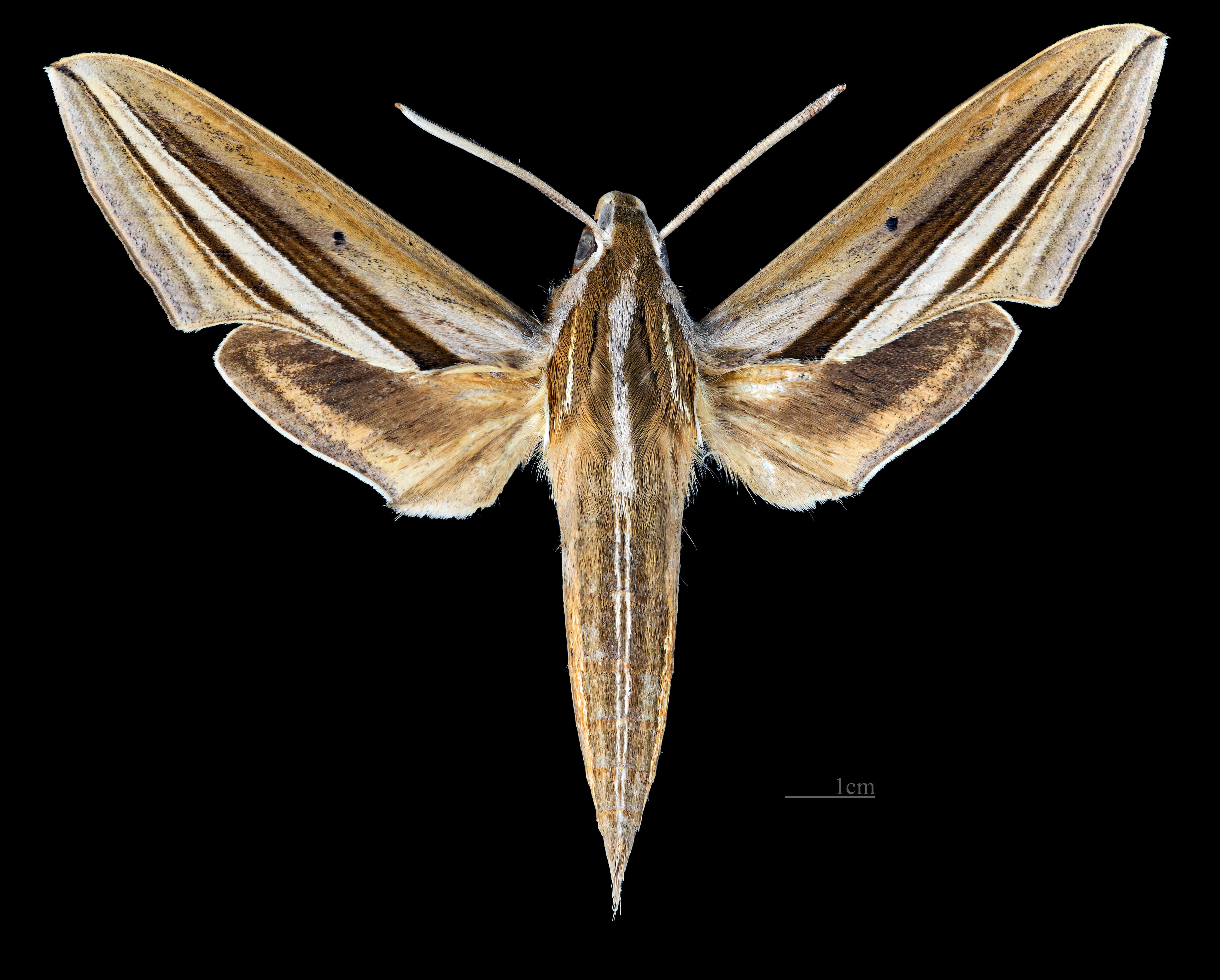
♂   セスジスズメ
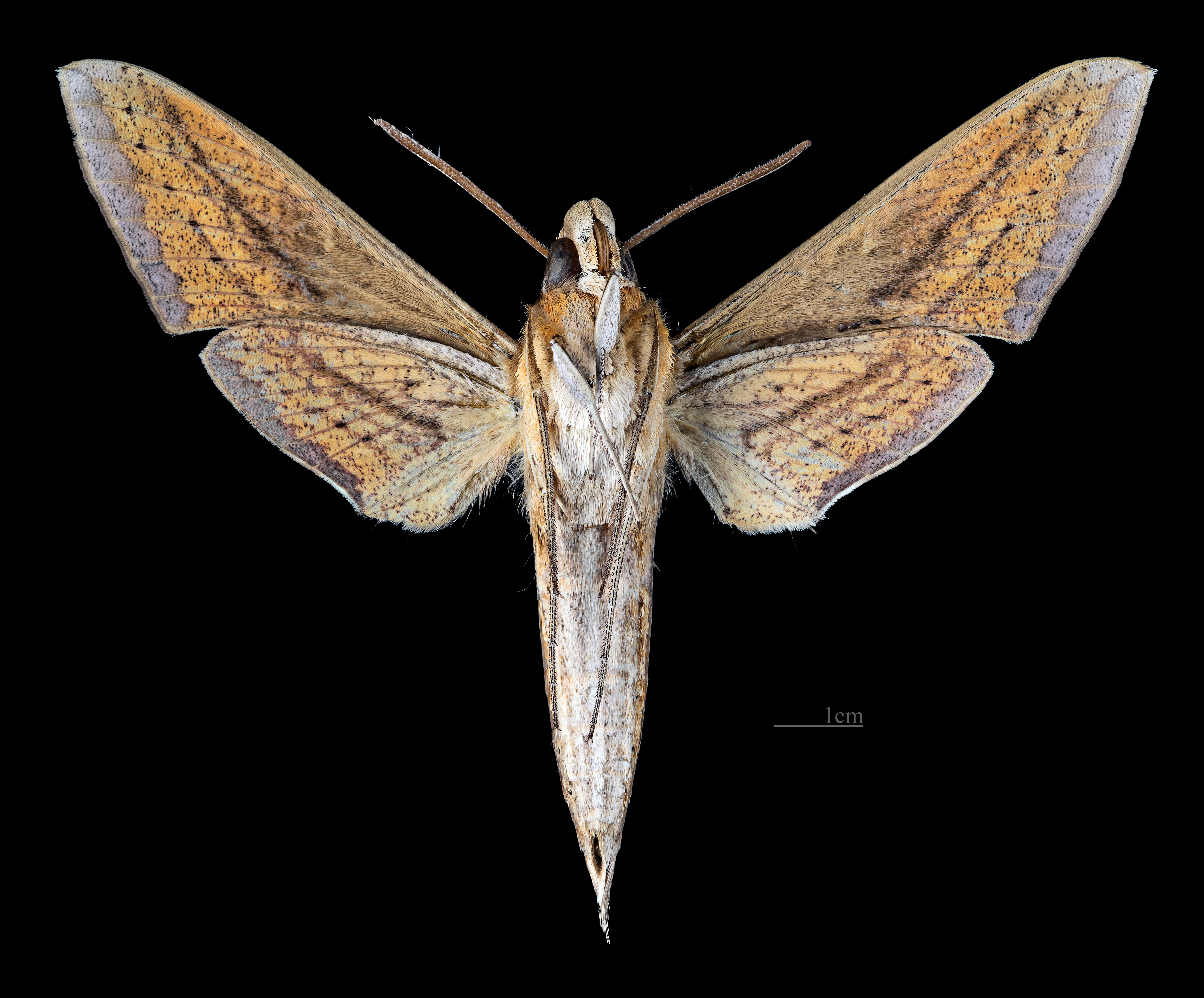
♂  △	 セスジスズメ
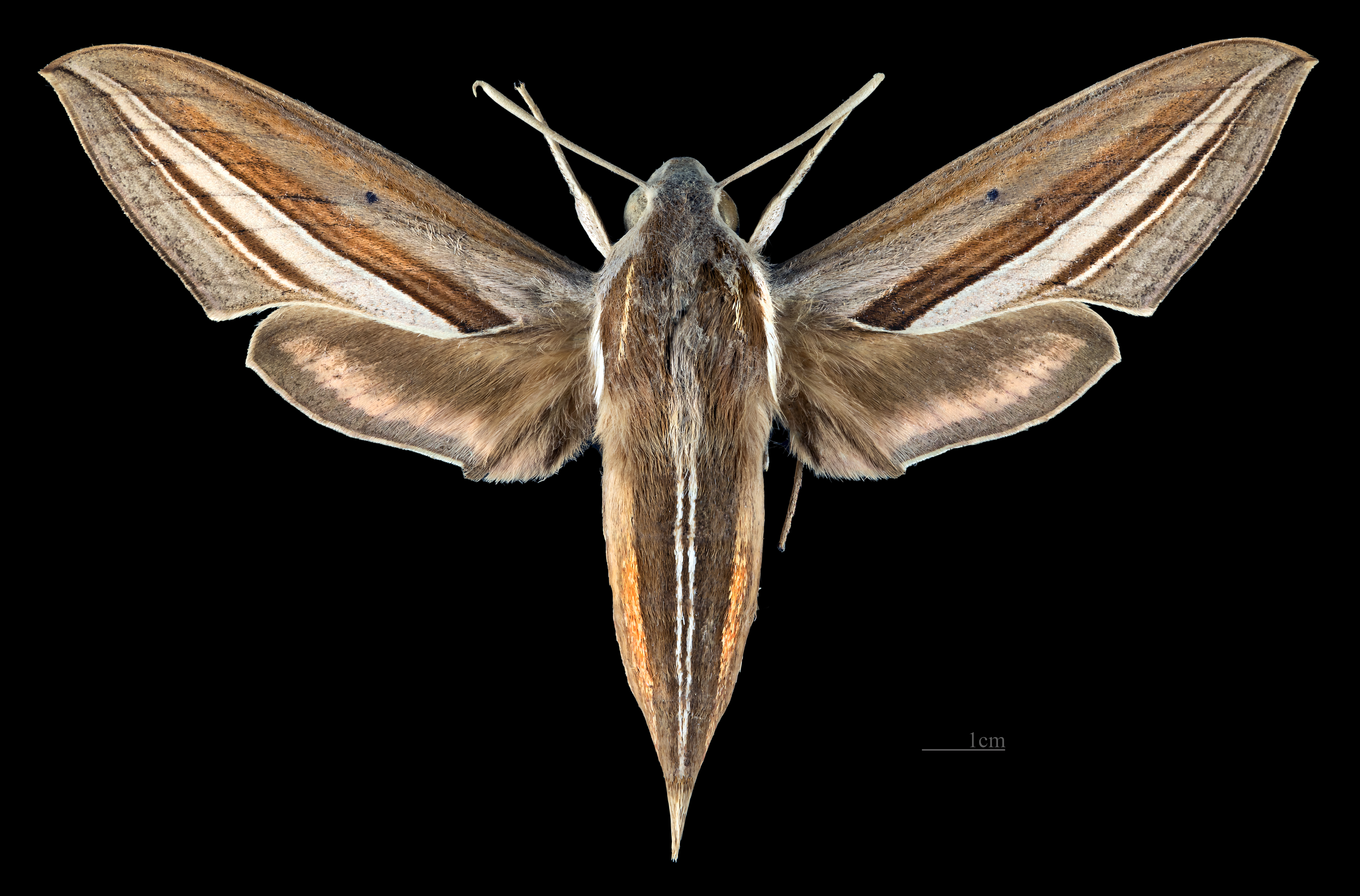
♀ セスジスズメ
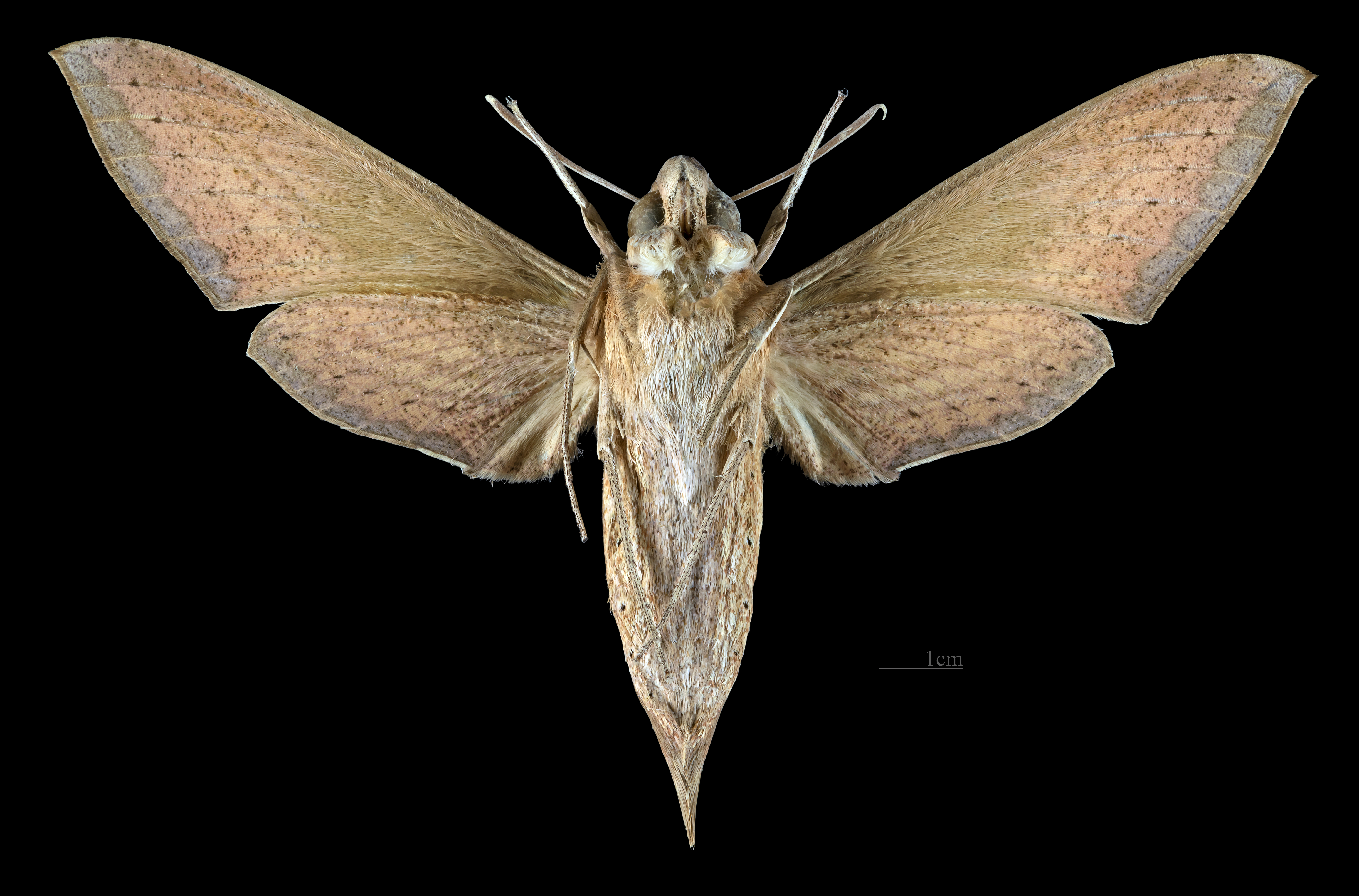
♀ △ セスジスズメ

## 生活史
幼虫はヤブガラシ、ノブドウ、ホウセンカ、コンニャク、サトイモ、サツマイモなど、多様な植物の葉を食べる。農業分野では害虫とされることもあるが、農薬に弱いためさほど大きな脅威とは扱われない。
蛹で越冬する。
成虫は5月から10月にかけて出現する。年2回発生とされる。

## 分布
北海道から南西諸島のほぼ日本全土に生息し、海外ではマレー、インド、ニューギニアに分布するとされる。

## 近縁種
- コスズメ：成虫は全体的に模様が不明瞭で、特に腹部背面の細い縦筋は目立たない。
- イッポンセスジスズメ：成虫において腹部背面の黄白色筋は分離されない。
- キイロスズメ：成虫において腹部背面に広い緑色帯が生じる。